# Episodi di Shameless (serie televisiva 2004) (quinta stagione)
La quinta stagione della serie televisiva Shameless, composta da 16 episodi, è stata trasmessa in prima visione assoluta nel Regno Unito da Channel 4 dal 1º gennaio al 15 aprile 2008.
In Italia la stagione è inedita.
| nº | Titolo originale           | Titolo italiano | Prima TV UK      | Prima TV Italia |
| -- | -------------------------- | --------------- | ---------------- | --------------- |
| 1  | The Countdown              |                 | 1º gennaio 2008  |                 |
| 2  | Other Paddy                |                 | 8 gennaio 2008   |                 |
| 3  | Happy Birthday, Ma Maguire |                 | 15 gennaio 2008  |                 |
| 4  | Frank's Big Win            |                 | 22 gennaio 2008  |                 |
| 5  | Beach Party                |                 | 29 gennaio 2008  |                 |
| 6  | Nowhere to Go              |                 | 7 febbraio 2008  |                 |
| 7  | Brothers and Boyfriends    |                 | 14 febbraio 2008 |                 |
| 8  | I Love Frank               |                 | 21 febbraio 2008 |                 |
| 9  | Absent Parents             |                 | 28 febbraio 2008 |                 |
| 10 | Old Friends, New Enemies   |                 | 6 marzo 2008     |                 |
| 11 | Twin                       |                 | 13 marzo 2008    |                 |
| 12 | Family at War              |                 | 20 marzo 2008    |                 |
| 13 | Date a Death               |                 | 27 marzo 2008    |                 |
| 14 | The Ties That Blind Us     |                 | 1º aprile 2008   |                 |
| 15 | Assault                    |                 | 8 aprile 2008    |                 |
| 16 | The Ninth Time Around      |                 | 15 aprile 2008   |                 |